# Batalla de las Lomas de Santa María
La batalla de las Lomas de Santa María fue una acción militar de la guerra de Independencia de México, efectuada entre el 23 y el 24 de diciembre de 1813, en la localidad de Lomas de Santa María, Michoacán. Las tropas insurgentes, que sumaban alrededor de 5600 hombres, atacaron Valladolid al mediodía del 23 de diciembre, comandadas por Hermenegildo Galeana, Nicolás Bravo, Mariano Matamoros y José María Morelos, quien había escrito a Agustín de Iturbide, comandante general de la plaza, intimándole la rendición de la ciudad. Iturbide se negó terminantemente y procedió a defender la ciudad. El ataque insurgente fue repelido por las tropas españolas que habían llegado desde la Ciudad de México, enviadas por el virrey Félix María Calleja y comandadas por Ciriaco del Llano. A la medianoche, las fuerzas realistas lograron penetrar al campamento insurgente, derrotando a las fuerzas rebeldes. Esta batalla marca el inicio del declive militar de Morelos.

## Antecedentes

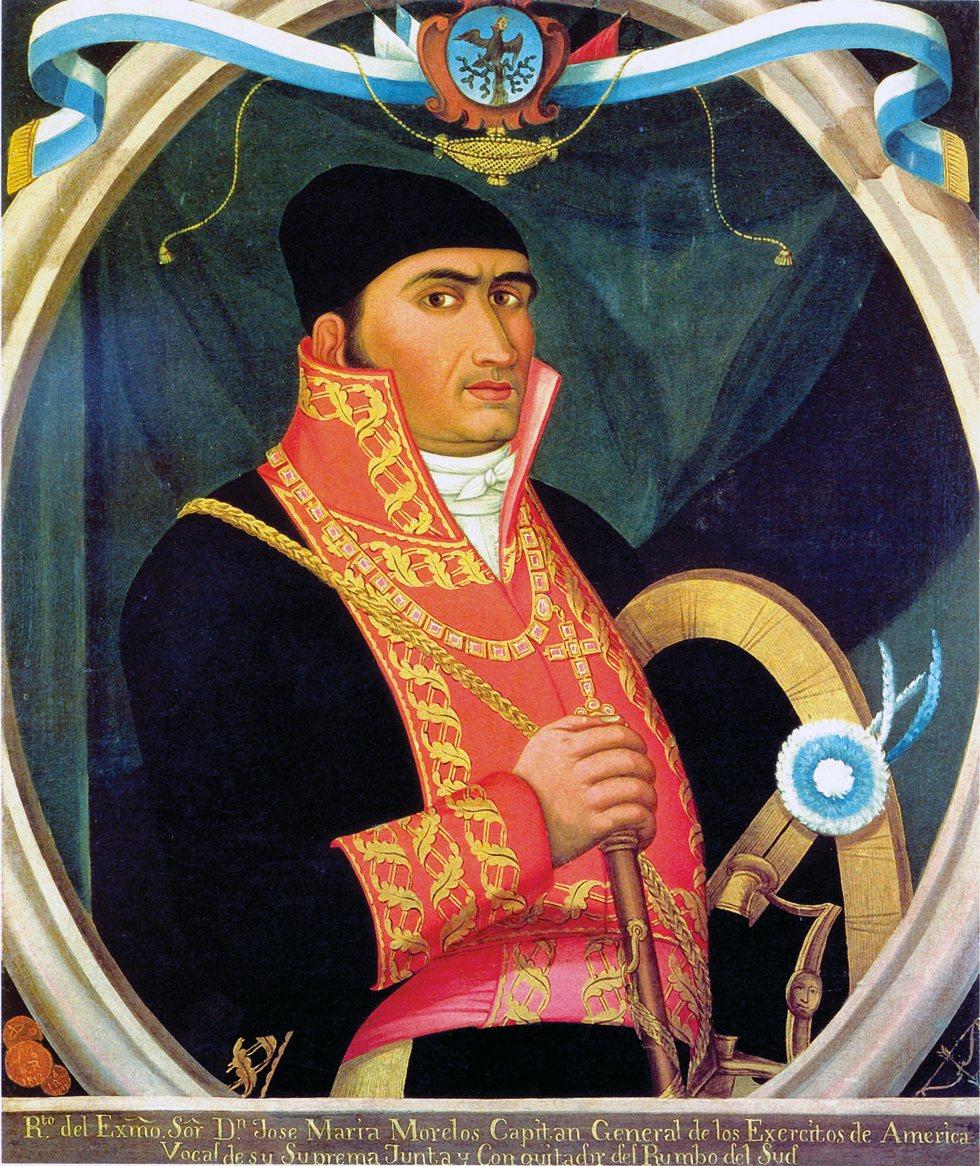
José María Morelos, jefe insurgente.

Luego del estallido de la Guerra de Independencia de México, el cura de Carácuaro, José María Morelos se entrevistó con Miguel Hidalgo y Costilla el 20 de octubre de 1810 en Charo, y le encomendó iniciar la insurrección en el sur del territorio novohispano, y principalmente dirigirse hacia Acapulco. Tras la ejecución de Hidalgo, el 30 de julio de 1811, Morelos quedó como máximo jefe de la insurgencia. Luego de fracasar en el intento de tomar Acapulco, se fortificó en Cuautla, donde derrotó a Félix María Calleja en el sitio de Cuautla. De ahí marchó a Tehuacán y más tarde a Antequera de Oaxaca para tomar la ciudad, lo que logró el 25 de noviembre de 1812. Convocó al Congreso de Chilpancingo, en septiembre de 1813, poco después de que Acapulco cayera en sus manos. En esas sesiones se acordó que después de la clausura del evento, Morelos y su tropa deberían tomar Valladolid para que el Congreso pudiera instalarse en aquella ciudad. En noviembre sus tropas salieron hacia la capital de la provincia de Michoacán, a la que llegaron en diciembre.

## La batalla
Calleja supo pronto, gracias a los espías con los que contaba entre el ejército insurgente, de los movimientos a los que Morelos había dedicado más esfuerzos. El 8 de diciembre, por órdenes del virrey, el coronel Domingo Landázuri salió de la capital al mando de dos mil hombres. El coronel Agustín de Iturbide se reunió en Puebla con el general Ciriaco del Llano, y ambos incorporaron a sus fuerzas las tropas de Landázuri la mañana del 23 de diciembre en Indaparapeo, Michoacán. El brigadier Landázuri se marchó con la tercera parte de las tropas combinadas a la capital de la Intendencia de Michoacán, Valladolid, donde se preparaba para resistir el ataque insurgente.
Ramón López Rayón informó a Morelos de la reunión que habían sostenido los jefes realistas, y el generalísimo le ordenó a Rayón atacar el conglomerado de las fuerzas de Iturbide y Llano, lo que permitiría a sus tropas ganar tiempo para tomar Valladolid y que los realistas defensores de la plaza no pudieran recibir los refuerzos enviados por el virrey. Rayón obedeció, y movilizó al grueso de su tropa siempre siguiendo a Llano. Ambos bandos se enfrentaron el 21 de diciembre en Jerécuaro, donde los insurgentes fueron derrotados gracias a la intervención del coronel Iturbide, quien después de vencer a Rayón, le persiguió por el campo de Santiaguito, donde dio muerte a Rafael, único hijo de Ramón Rayón.
La mañana del 23 de diciembre, Morelos escribió a Landázuri pidiendo la rendición de Valladolid, prometiendo respetar la vida del comandante y de los defensores realistas. Sin embargo, en lugar de responder al caudillo insurgente, Landázuri comenzó a preparar las defensas de Valladolid, esperando un posible ataque. En efecto, al mediodía, una división insurgente comandada por Hermenegildo Galeana comenzó el asedio a Valladolid. Con poco más de mil doscientos hombres, entró por la parte norte de la ciudad y derrotó a los batallones de Landázuri, quien por momentos se veía acorralado. Alrededor de dos horas más tarde, los refuerzos de Iturbide y Llano entraron a Valladolid, sosteniendo un fuerte enfrentamiento con Galeana, a quien la llegada de los realistas le impidió tomar la plaza, por lo que decidió retirarse. Por cuestiones de estrategia y táctica, Iturbide detuvo a Llano en su intento por derrotar definitivamente a Galeana, quien entró en el campamento de Morelos pidiendo refuerzos. Bravo decidió ir con su división a intentar el ataque definitivo a Valladolid, pero Llano y sus tropas le enfrentaron en la zona de los portales, ubicados en el centro de la ciudad, con lo que Bravo vio frustrada la toma de la capital michoacana. Mariano Matamoros, sacerdote insurgente y lugarteniente de Morelos, comandó el tercer y último intento por tomar Valladolid para la causa insurgente, que fracasó al igual que los anteriores.

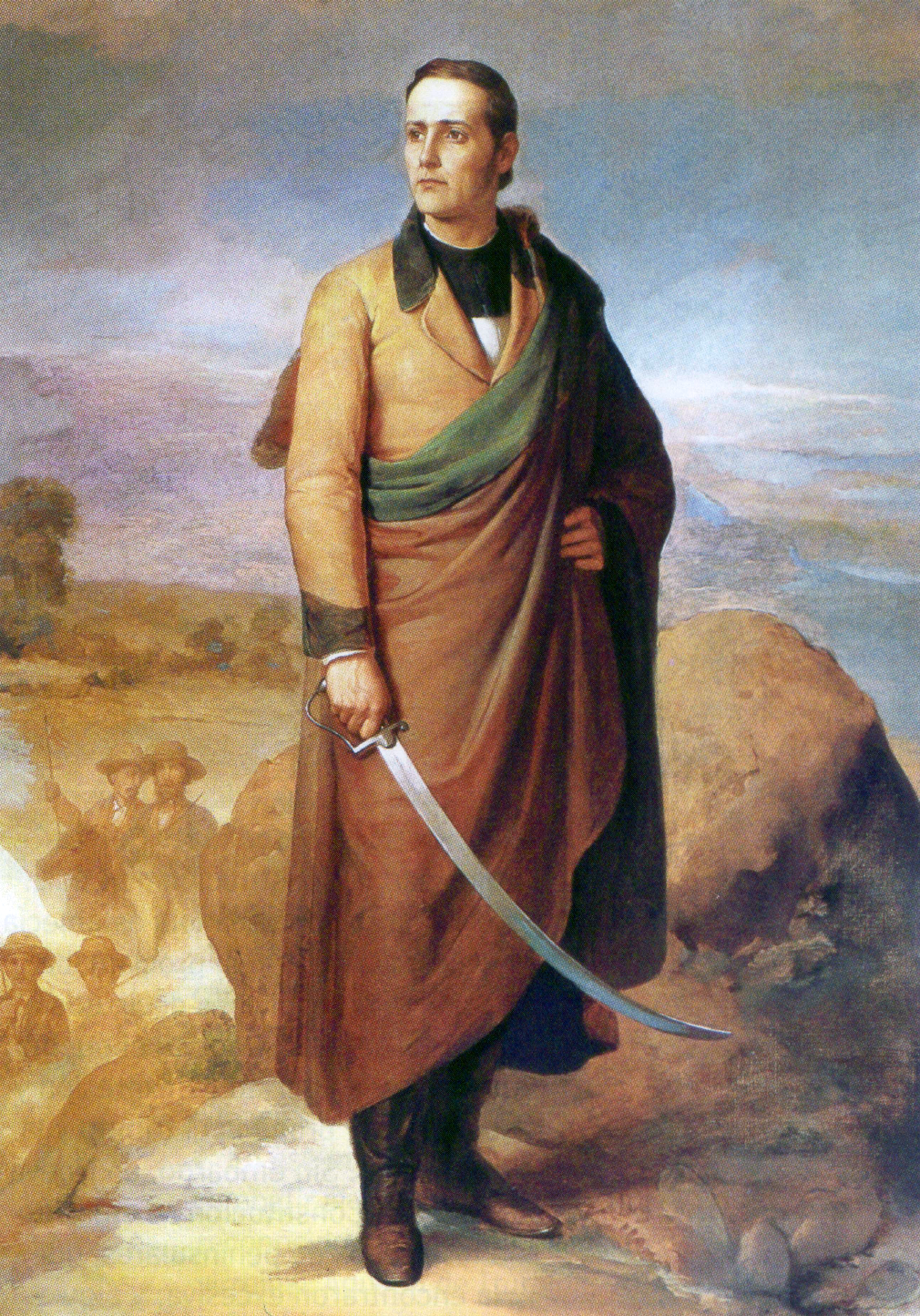
Mariano Matamoros, quien comandó el tercer asedio sobre Valladolid, efectuado en la tarde del 23 de diciembre.

Luego de ser vencidas las fuerzas de Matamoros, Morelos envió a un emisario pidiendo al general retirar sus tropas y regresar al campo para al día siguiente intentar la toma de la ciudad. Se instalaron en un paraje boscoso a las afueras de las llanuras vallisoletanas, conocido como las Lomas de Santa María, una planicie arbolada en la que se prepararon para el siguiente día. A la medianoche, ya entrado el día 24 de diciembre, Iturbide recibió noticias de la ubicación del ejército de Morelos gracias a los informantes que habían logrado penetrar en las fuerzas insurgentes. Llano le sugirió atacarles para evitar que Morelos hiciera otra invasión a Valladolid. Alrededor de las dos de la madrugada, Llano e Iturbide atacaron el campamento insurgente, eliminando así a poco más de la cuarta parte de la tropa de Morelos, que debido a la oscuridad siguió atacándose entre sí una vez que las tropas realistas se habían retirado. Esta derrota supuso el fin de la cuarta campaña de Morelos y el inicio de la quinta, en la que el caudillo sureño comenzó su declive y acabó siendo capturado y ejecutado por los realistas en 1815.

## Consecuencias

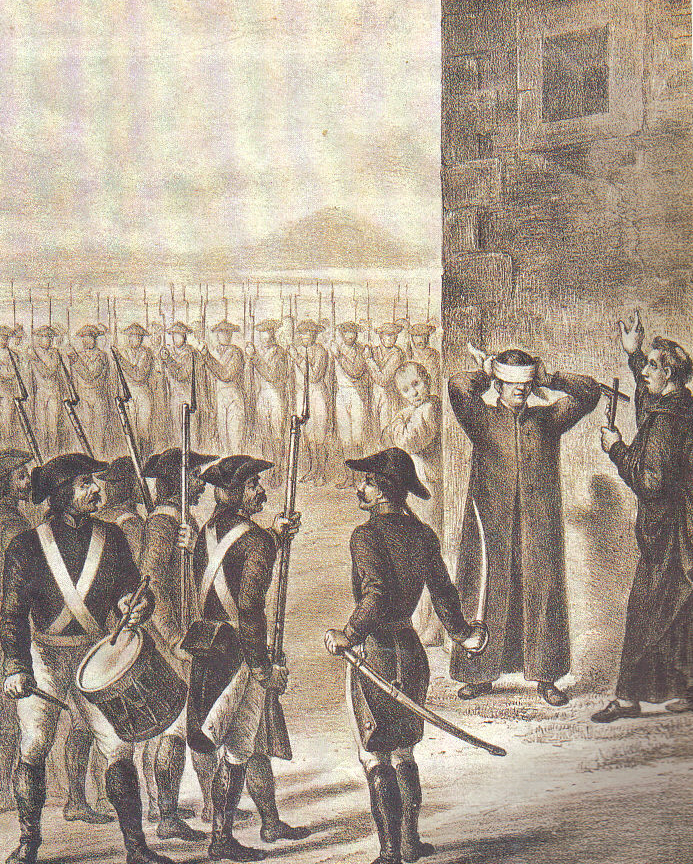
Ejecución de Matamoros.

Gracias a los consejos de los miembros del Supremo Poder Legislativo, instalado por el Congreso de Chilpancingo, Morelos decidió retirar a sus fuerzas de Valladolid y desistir de tomar esta ciudad, y en lugar de ello decidió retirarse a Puebla y presentar batalla en la Hacienda de Puruarán. El 4 de enero de 1814, Matamoros dirigió a los insurgentes en la batalla de Puruarán contra los realistas, que esta vez fueron comandados únicamente por Iturbide, ya que Llano había sido llamado a España y nombrado comandante militar de Málaga, Andalucía. Nuevamente, los independentistas sufrieron una derrota a manos de Iturbide, y Matamoros intentó huir atravesando el riachuelo de la hacienda, pero el cadete Leoncio Rodríguez le aprehendió, por lo que le fueron pagados trescientos reales en oro, y dado un ascenso a teniente. Matamoros fue presentado como prisionero de guerra ante Iturbide, quien autorizó su traslado a Valladolid para que fuera juzgado. Tras ser degradado de su condición sacerdotal, se le sentenció a muerte el 23 de enero. Morelos intentó salvar la vida de su lugarteniente ofreciendo al virrey Calleja un canje: la vida del general Matamoros a cambio de liberar y perdonar a doscientos realistas capturados en diversas acciones militares a lo largo de sus campañas, pero el gobernante español se negó, y Matamoros fue ejecutado en el Portal del Ecce Homo la mañana del 3 de febrero de 1814. Cuando Morelos se enteró de la muerte de Matamoros, ordenó el fusilamiento de los prisioneros españoles.